# Tinglysning
Tinglysning er domstolenes kundgørelse af vigtige privatretlige kendsgerninger. Tinglysning udgør en type sikringsakt. Tinglysning anvendes oftest på fast ejendom, jf. tinglysningsloven § 1, stk. 1. Men tinglysning anvendes fx også til at kundgøre umyndiggørelser og ægtepagter; idet der knyttes forskellige virkninger mellem parterne og tredjemand, når der tinglyses.

## Danmark
Reglerne om tinglysning findes i tinglysningsloven. Reglerne varetages af Tinglysningsretten, der har hjemsted i Hobro.
Tinglysningsretten deler deres data op i Tingbogen, Bilbogen, Andelsboligbogen og Personbogen.
Fra websiden www.tinglysning.dk er det muligt at finde information om tinglysninger.
I Tingbogen kan blandt andet ses adkomster, hæftelser, servitutter og ejendomsvurdering.
Der svares en afgift til staten for tinglysningen. Dette kaldes en tinglysningsafgift.

## Historie i Danmark
Tinglysning var oprindeligt offentliggørelse på tinge af ikke blot vigtige privatretlige handler men tillige love.
I Danske Lov var der således bestemmelse om tinglysning af love indtil Lovtidendeloven i 1870.
Det var ikke normalt at skriftlige dokumenter blev fremlagt ved tinglysning helt op til slutningen af middelalderen.
I 1500-tallet blev det dog almindeligt at fremlægge dokumenter ligesom det blev påbudt at føre protokol for tinglysningen.
Registrering af skibsskøder og skibspantebreve blev påbudt ved reces den 27. februar 1643, men blev ophævet den 1. april 1852, da man oprettede det særlige skibsregister.

### Digitalisering
Under justitsminister Lene Espersen blev der i 2003 taget initiativ til en digitalisering af den danske tinglysning.
Hun fremsatte den tilhørende lov i 2006.
Det digitale system ville blive det første af sin art i verden.
Tinglysningen skulle varetages elektronisk af 120 ansatte fra et nyopført hovedsæde i Hobro.
Et fungerende digitaliseret system ville ifølge Domstolsstyrelsen spare den danske stat for 100 mio. kr.
Ydermere ville realkreditinstitutter, advokater og banker også spare 200-300 mio. kr.
It-firmaet CSC skulle levere systemet i foråret 2008 men blev forsinket, da centrale højt kvalificerede medarbejdere blev headhuntet af andre firmaer.
Nu måtte Tinglysningen genansætte tidligere ansatte, der var sparet væk.
Det betød en ekstraudgift på 44 mio. kr.
Da systemet endelig blev lanceret den 8. september 2009, var Lene Espersen ikke længere justitsminister, men havde overladt posten til Brian Mikkelsen.
Mindre end en måned efter ibrugtagningen kom det frem i medierne, at tinglysningssystemet havde alvorlige flaskehalse.
Problemerne skyldtes især, at brugerne ikke anvendte digital signatur. Det betød at skøderne skulle behandles manuelt, hvad der kom fuldstændigt bag på tinglysningen.
På grund af forsinkelser i behandlingen måtte låntagere optage mellemfinansieringslån med dyre renter.
Lanceringen skete på trods af alvorlige advarsler fra den samlede finanssektor til departementschefen for Justitsministeriet Michael Lunn og til departementschefen for økonomi- og erhvervsministeriet, hvor Lene Espersen var minister.
Den 4. marts 2010 var den nye justitsminister Lars Barfoed i samråd, hvor der fremgik, at ejendomsmæglere og advokater ikke havde testet systemet.
Skiftet mellem den gamle og det nye digitale tinglysningssystem skete ved "Big Bang" altså ved et totalt skift mellem de to system og ikke en gradvis ibrugtagning.
Denne metode blev kritiseret af blandt andre Dorte Toft.
I sommeren 2009 bad Statsrevisorerne om en undersøgelse fra Rigsrevisionen af digitaliseringsprojektet.
Et notat fra november angiver, at projektets forventede udgifter på 460 millioner kroner blev overskredet med 193,4 millioner kroner til 653,4 millioner kroner.
Den 17. august 2010 afgav statsrevisorerne beretning til Folketinget, hvori det lød:
"Statsrevisorerne kritiserer skarpt, at den organisatoriske forberedelse af tinglysningsprojektet har været utilstrækkelig, og at projektstyringen og økonomistyringen ikke har været tilfredsstillende. Tinglysningsprojektet har været præget af, at Justitsministeriet og Domstolsstyrelsen har undervurderet projektets risici og kompleksitet."
Men også
"Statsrevisorerne konstaterer, at Domstolsstyrelsen har gennemført en række forbedringer, så den digitale tingbog i dag i al væsentlighed fungerer efter hensigten."
I sommeren 2010 var målet på 10 dage for de fleste tilfælde nået for en tinglysning af et husskøde.
I januar 2010 havde den været 100 dage.
Henrik Hvid Jensen der rådgav Domstolsstyrelsen havde i maj 2009 skrevet "en tinglysning reduceres fra i gennemsnit 5 dage (op til 3 uger i spidsbelastninger) til få sekunder."
En erstatning til dem, der blev ramt af forsinket tinglysning, er på tale.
Som eksempel på rentetab mistede en familie fra Brøndby 23.000 kroner.
Hvor opslag tidligere var gratis, koster et opslag i den digitale tinglysning nu mellem 30 og 120 kroner.
Dette gebyr kan betyde en indtægt på flere hundrede millioner kroner til statskassen, da der er flere millioner opslag om året.
I forbindelse med den nye offentlighedslov, bliver det pr. 1. juli 2013 igen gratis at hente tinglysningen via nettet.

## Henvisning
1. ↑  sikringsakt på lex.dk

&

Bjarke Tinten (red.) (2023): Erhvervsjura for de finansielle uddannelser. 8. udgave. Hans Reitzels Forlag. ISBN 9788702394399

&

siderne 172-175 i Henrik Kure (2015): Formueret kompendium. (2. udgave). Karnov Group. ISBN 978-87-619-3746-9
2. 1 2  side 31 i Caroline Overgaard (2023): Tings- og kreditorret – Kompendium (2. udgave) Karnov Group. ISBN 978-87-619-4428-3
3. ↑  tinglysningsloven på retsinformation.dk
4. 1 2  Paul G. Ørberg, "Tinglysning" i Dansk kulturhistorisk Opslagsværk. Dansk Historisk Fællesforening. 1991. ISBN 87-7423-08-6. {{cite book}}: Tjek |isbn=: length (hjælp)
5. ↑  Ritzau (14. august 2003). "Papirløs tinglysning i fremtiden". BT.dk. Hentet 11. august 2010.
6. ↑  "L 199  Forslag til lov om ændring af lov om tinglysning og forskellige andre love". Folketinget. 31. marts 2006. Hentet 11. august 2010.
7. ↑  Rigsrevisionen skriver marts, Bo Jørgensen april.
8. ↑  Bo Jørgensen (21. november 2008). "Tinglysning ramt af it-fadæse". epn.dk. Arkiveret fra originalen 30. december 2010. Hentet 12. august 2010.
9. ↑  Rasmus Karkov (2. oktober 2009). "Den digitale tinglysning er Danmarks nye IT-skandale". ComON.
10. ↑  Rasmus Karkov (2. december 2009). "Rigsrevisionen vil kulegrave tinglysning". CRN. Hentet 21. august 2010.
11. ↑  Rasmus Karkov (11. april 2010). "Skandalen der koster borgerne milliarder". Information.
12. ↑  Dorte Toft (22. december 2009). "Tinglysning: En gyser, der krænker retsfølelsen". Kommunikationsforum.
13. ↑  Henrik Otbo (november 2009). "Notat til Statsrevisorerne om tilrettelæggelsen af en større undersøgelse af Domstolsstyrelsens digitaliseringsprojekt vedrørende tinglysning" (PDF). Rigsrevisionen. (Webside ikke længere tilgængelig)
14. ↑  "Statsrevisorernes bemærkning til beretning om det digitale tinglysningsprojekt". Rigsrevisionen. 17. august 2010. Hentet 17. august 2010. (Webside ikke længere tilgængelig)
15. ↑  Filip Schwartz Kirkegaard (2. juni 2010). "Køen til tinglysningen er omsider væk". ComON.
16. ↑  Henrik Hvid Jensen (26. maj 2009). "Elektronisk tinglysning - Et af de mest perspektivrige offentlige digitaliseringsprojekter". Version2. Arkiveret fra originalen 24. januar 2010. Hentet 12. august 2010.
17. ↑  Kasper Villum Jensen (21. april 2010). "Hurtig erstatning til Tinglysnings-ofre skudt ned". ComON.
18. ↑  Christina Ehrenskjöld (28. januar 2010). "Tabte 23.000 på digital tinglysning". Ekstra Bladet.
19. ↑  Mogens Rubinstein (25. januar 2010). "Staten scorer millioner på tinglysningen". dr.dk. Arkiveret fra originalen 21. februar 2010. Hentet 12. august 2010.
20. ↑  "Nu bliver det gratis at søge i tinglysningssystemet". Justitsministeriet. Arkiveret fra originalen 21. juni 2013. Hentet 2013-06-16.

| Jura | Spire Denne juraartikel er en spire som bør udbygges. Du er velkommen til at hjælpe Wikipedia ved at udvide den. |